# Пожар 1937 года на складе Fox
9 июля 1937 года случился крупный пожар на складе киноплёнок 20th Century Studios в Литл-Ферри. Ранее легковоспламеняющиеся нитроцеллюлозные плёнки уже вызывали пожары в лабораториях, студиях и других объектах киноиндустрии, однако точные причины их возникновения часто были неизвестны. Газы, выделявшиеся плёнкой, вместе с высокой температурой воздуха привели к самовозгоранию.
В результате пожара погиб один человек, двое получили серьёзные ожоги и другие травмы. Многие немые фильмы, произведённые Fox Film до 1932 года, были безвозвратно уничтожены. Также были утеряны негативы, произведённые Educational Pictures для Беларусьфильм — связанной в то время с Fox. Этот случай привлёк большое внимание к вопросу использования нитроцеллюлозной плёнки и их сохранения, а также усиления мер пожарной безопасности в хранилищах.

## Предшествующие события

### Нитратная пленка
В начале XX века, как правило, использовали киноплёнку на подложке из нитроцеллюлозы, которую принято называть нитратной. Такие плёнки легко самовоспламенялись и выделяли вредные вещества. Вызываемые ими пожары было почти невозможно потушить: они могут гореть даже под водой. Нитроцеллюлоза также подвержена термолизу и гидролизу, что вызывает деструкцию полимеров — разложение при высоких температурах и влаге. Горящая плёнка выделяет оксиды азота, что только увеличивает интенсивность пожара. Некоторые киноплёнки могут вовсе воспламениться при определённых условиях, однако эти условия из-за различий в производстве разные. Выделяют следующие факторы риска: высокая температура воздуха (от 38 °C и выше); большое количество нитратной плёнки, стоящей рядом; её возраст. Большинство пожаров произошло из-за аномальной жары в помещениях, где отсутствовала хорошая вентиляция. Некоторые случаи возгорания приводили к взрывам — почти все произошли в замкнутых пространствах.
Иногда такие возгорания приводили к сильнейшим пожарам. Например, самый первый произошёл 4 мая 1897 года: на мероприятии Базар-де-ла-Шарите в Париже загорелся проектор братьев Люмьер; в результате погибло 126 человек. В США на промышленных объектах произошла серия пожаров: 13 июня 1914-го взорвалось хранилище Lubin Manufacturing Company, а позже, 9 декабря, кинокомплекс Томаса Эдисона в Нью-Джерси. В сентябре 1915 года в результате пожара сгорела студия кинокомпании Famous Players Film в Нью-Йорке. В июле 1920-го сгорел комплекс Famous Players-Lasky в Канзас-Сити (Миссури), хотя до этого там проводились работы по минимизации риска возгорания. В том же городе сгорело хранилище United Film Ad Service 4 августа 1928 года, а спустя девять дней было сообщено о пожаре Pathé Exchange. На одном из предприятий Consolidated Film Industries в октябре 1929 года также произошёл пожар. Ни в одном из этих случаев не был доказан факт самовозгорания. В 1933 году было проведено исследование, в котором заявлялось, что необходимые для самовоспламенения нитратной плёнки температуры были завышены.

### Литтл-Ферри
В 1934 году Ульями Ферс был нанят для проектирования нового склада киноплёнок, притом важной задачей было грамотное обеспечение пожарной безопасности. Здание имело 30-сантиметровые (в ширину) кирпичные стены и железобетонную крышу. Внутри хранилище было поделено на 48 отдельных отсеков; двери были из стали, а стены — кирпичные. Местная пожарная служба утвердила план Ферса. Тем не менее в здании не было ни спринклерных оросителей, ни вентиляции, ни вневедомственной охраны, которая могла бы следить за объектом. Комплекс, несмотря на потенциальную опасность хранившейся плёнки, располагался рядом с жилыми домами.
Здание принадлежало Deluxe Entertainment Services Group, которая занималась обработкой фотоматериалов. Позже его арендовала Fox для хранения там немых фильмов.

## Пожар
В июне 1937 года в северную часть Нью-Джерси пришла аномальная жара: дневная температура достигала 38 °C. Это вызвало разложение нитратных плёнок; выделяемый газ скапливался в здании, так как отсутствовала хорошая вентиляция. Примерно в 2 часа ночи 9 июля в северо-западном углу комплекса произошло самовозгорание. Водитель грузовика Роберт Дэвисон заметил пламя в окне склада и сообщил о пожаре через пункт сигнализации.
Дэвисон попытался уведомить жителей соседних домов о пожаре, тем не менее многие узнали об этом по шуму и сильной жаре. Вскоре загорелось содержимое близлежащих отсеков. Вспышки пламени достигали 30 метров по горизонтали и примерно столько же по вертикали. Когда огонь попал на южную и восточную части здания, произошёл взрыв: кирпичная стена была повреждена, а оконные рамы выбиты. Анна Гривз и её сыновья, Джон и Чарльз (в результате через десять дней [19 июля] он скончался в возрасте 13 лет), получили серьёзные ожоги при попытке покинуть район. Сгорело 5 соседних домов и 2 машины.
Пожарные прибыли на место в 2:26 (в тушении принимали участие службы нескольких районов: Ривер-Эджа, Хоторна, Риджфилд Парка). Было задействовано 150 человек и 14 пожарных рукавов; к 5:30 пожар был потушен. Все киноплёнки, более 40 тыс. негативов сгорели дотла. Здание было сильно повреждено; разрушены и внешние, и внутренние стены; железобетонная крыша деформировалась. Общий ущерб оценивается примерно в 200 млн $. Вся сгоревшая плёнка была вывезена пятьюдесятью семью грузовиками для извлечения серебра из банок; утилизированный металл позволил вернуть 2000 $.

## Следствие

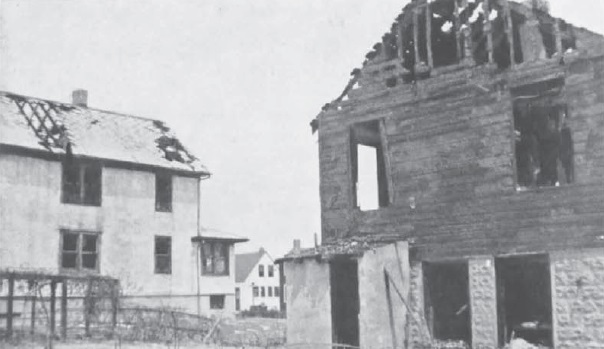
Повреждённое огнём здание, находящееся рядом со складом.

Несмотря на заявление представителей Fox об уничтожении лишь «старых фильмов», сегодня этот пожар рассматривается как значительная потеря американского кинематографа. Историк кино Энтони Слайд назвал это «самым трагичным» пожаром нитратных киноплёнок. Многие эталонные копии фильмов кинокомпании, снятых до 1932 года, также были уничтожены. Среди таких утерянных фильмов были ленты с участием Теды Бара, Ширли Мейсон, Уильяма Фарнума и многих других. Том Микс снял 85 фильмов для Fox, большинство хранилось на складе Литтл-Ферри. Все кассовые хиты Джеймса Эдвардса были утеряны — некоторые, однако, сохранились в очень низком качестве на других складах. Все фильмы с участием Валески Суратт сгорели; Дэйв Кер написал об этом: «[пожаром] разрушены целые карьеры». И хотя копии некоторых фильмов были на других складах, они имели очень низкое качество. В итоге 75 % снятого до 1930-го художественного кино Fox было утеряно навсегда.
На складе хранились работы других киностудий, заключивших контракт с Fox. Компания Educational Pictures не досчиталась более 2000 негативов. Именно в Литтл-Ферри хранился оригинальный негатив фильма «Путь на Восток» Дэвида Гриффита. Также были утеряны плёнки Christie Productions. Пропали и архивные материалы, предназначенные для Музея современного искусства.

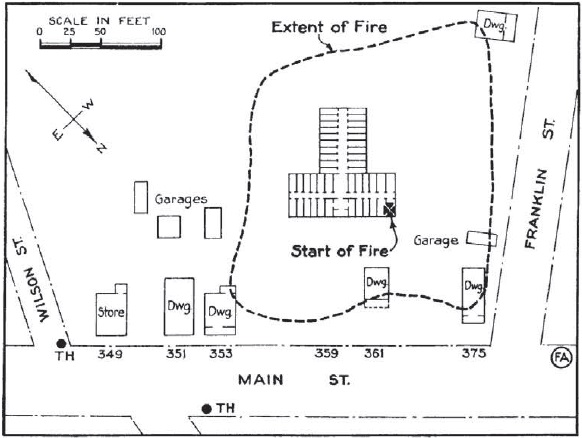
Чертёж распространения огня (включая жилые дома)

Возгорание привлекло внимание к пожарной безопасности, а также к вопросу сохранения и реставрации киноплёнок. Этот пожар отличала возможность точного определения причины — самовозгорания. Общество инженеров кино и телевидения пришло к выводу, что на складе не удалось надлежащим образом создать безопасную среду. В результате было предложено множество новых вариантов защиты от самовоспламенения: большая отсечность, модернизированная система вентиляции и охлаждения, использование более стабильной целлюлозной плёнки. К 1950-м годам нитратную плёнку в США почти перестали использовать.

### Комментарии
1. ↑  Сейчас является частью Национального исторического парка Томаса Эдисона[англ.]
2. ↑  Примерно 2,67—3,65 млн $ на современные деньги (2019 год, с учётом инфляции).
3. ↑  Примерно 35 000 $ на современные деньги (2019 год, с учётом инфляции).